# Jurij Dubinin (zapaśnik)
Jurij Anatoljewicz Dubinin (biał. Юрый Анатольевіч Дубінін, ros. Юрий Анатольевич Дубинин; ur. 10 września 1976) – rosyjski, a od 2002 roku białoruski zapaśnik walczący w stylu klasycznym. Olimpijczyk z Pekinu 2008, gdzie zajął dziewiętnaste miejsce w kategorii 60 kg.
Piąty na mistrzostwach świata w 2007. Piąty na mistrzostwach Europy w 2007. Brązowy medalista wojskowych MŚ z 2002 roku.